# Premio Robert Schumann de la ciudad de Zwickau
El Premio Robert Schumann de la ciudad de Zwickau es un premio de música clásica. Desde 1964 ha sido otorgado por el alcalde de Zwickau, ciudad natal de Robert Schumann. Entre 1964 y 2002 el premio se entregó anualmente, y desde 2003 cada dos años. El premio se otorga a cantantes, instrumentistas y conjuntos destacados, así como a musicólogos e instituciones musicales, que han prestado un servicio especial (sic) a la apreciación y presentación de la herencia musical y literaria de Schumann, así como al conocimiento de su vida y obras. El premio está dotado con un total de 10.000 €. Los ganadores reciben un certificado y una medalla de bronce con el retrato de Schumann, creado por el escultor Gerhard Lichtenfeld . 

## Jurado
El jurado está formado por:
- el alcalde de Zwickau
- el concejal de asuntos sociales y cultura
- concejal del Comité de Cultura y Educación de la ciudad de Zwickau
- el presidente de la Sociedad Robert Schumann Zwickau e. V.
- el director de la Casa Robert Schumann

## Destinatarios
- Georg Eismann, Hans Storck, Annerose Schmidt (1964)
- Karl Laux, Lore Fischer (1965)
- Daniel Zhitomirsky, Dieter Zechlin (1966)
- Olivier Alain (1967)
- Sviatoslav Richter (1968)
- Peter Schreier, Herbert Schulze (1969)
- Dmitri Bashkirov, Martin Schoppe (1970)
- Günther Leib, Tatiana Nikolayeva (1971)
- Ekkehard Otto, Maria Maxakowa (1972)
- Emil Gilels, Elisabeth Breul (1973)
- Amadeus Webersinke, Nelly Akopian-Tamarina (1974)
- Zara Dolukhanova, Hélène Boschi (1975)
- Sigrid Kehl, Eliso Virsaladze (1976)
- Rudolf Kehrer, Herbert Kaliga (1977)
- Gertraud Geißler, Hans Joachim Köhler (1978)
- Hanne-Lore Kuhse, František Rauch (1979)
- Theo Adam, Miklós Forrai (1980)
- Kurt Masur, Halina Czerny-Stefańska (1981)
- Mitsuko Shirai, Peter Rösel (1982)
- Rudolf Fischer, Eva Fleischer (1983)
- Gustáv Papp, Dezső Ránki (1984)
- Pavel Lisitsian, Jacob Lateiner (1985)
- Jörg Demus, Gerd Nauhaus (1986)
- Dietrich Fischer-Dieskau (1987)
- Albrecht Hofmann (1988)
- Pavel Egorov, Bernard Ringeissen (1989)
- Hartmut Höll, Günther Müller (1990)
- Joan Chissell (1991)
- Abegg Trio, Gisela Schäfer (1992)
- Jozef De Beenhouwer (1993)
- Wolfgang Sawallisch (1994)
- Hansheinz Schneeberger, Dieter-Gerhardt Worm (1995)
- Nancy B. Reich, Bernhard R. Appel (1996)
- Nikolaus Harnoncourt (1997)[2]
- Linda Correll Roesner, Olaf Bär (1998)
- Altenberg Trio, Ernst Burger (1999)
- Olga Loseva, Steven Isserlis (2000)
- John Eliot Gardiner (2001)
- Alfred Brendel (2002)
- Joachim Draheim, Juliane Banse (2003)
- Daniel Barenboim (2005)
- Margit L. McCorkle, Anton Kuerti (2007)
- Reinhard Kapp, Michael Struck (2009)
- András Schiff (2011)
- Jon W. Finson, Ulf Wallin (2013)
- Robert-Schumann-Forschungsstelle Düsseldorf (2015)[3]
- Heinz Holliger (2017)[4][5]
- Ragna Schirmer, Janina Klassen (2019)
- Thomas Synofzik (2021)[6]